# Charge dissoute
La charge dissoute est la partie de la charge totale de sédiments d'un cours d'eau qui est transportée en solution, en particulier les ions provenant de l'altération chimique. C'est un contributeur majeur à la quantité totale de matériaux retirés du bassin versant d'une rivière, avec la charge en suspension et la charge de fond. La quantité de matière transportée sous forme de charge dissoute est généralement beaucoup plus petite que la charge en suspension, bien que ce ne soit pas toujours le cas, en particulier lorsque le débit fluvial disponible est principalement exploité à des fins telles que l'irrigation ou des utilisations industrielles. La charge dissoute comprend une partie importante du flux total de matière hors d'un milieu, et sa composition est importante pour réguler la chimie et la biologie de l'eau du ruisseau.

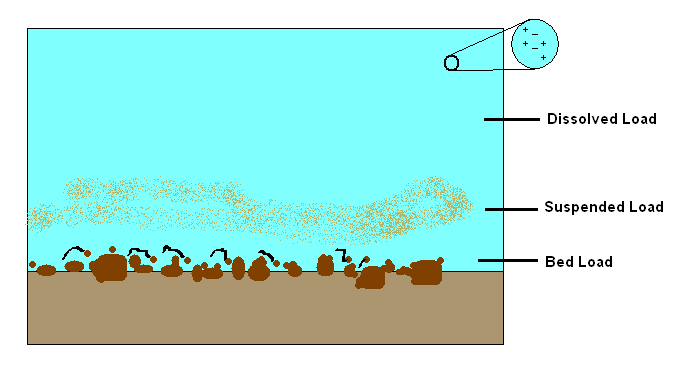
La charge dissoute est l'un des trois types de charge fluviale, avec la charge en suspension et la charge de fond.

La charge dissoute est principalement contrôlée par le taux d'altération chimique, qui dépend du climat et des conditions météorologiques telles que l'humidité et la température . La charge dissoute a de nombreuses applications utiles dans le domaine de la géologie, compris l'explication de l'érosion et la dénudation, et la reconstruction des climats du passé.

## Techniques de mesure
La charge dissoute est généralement mesurée en prélevant des échantillons d'eau d'une rivière et en effectuant divers tests de laboratoire. Tout d'abord, le pH, la conductivité électrolytique  et l' alcalinité du bicarbonate de l'échantillon sont mesurés. Ensuite, les échantillons sont filtrés pour éliminer les sédiments en suspension et conservés avec du chloroforme pour empêcher la croissance de micro-organismes, tandis que les autres sont acidifiés avec de l'acide chlorhydrique ajouté pour empêcher les ions dissous de précipiter hors de la solution. Ensuite, divers tests chimiques sont appliqués pour déterminer la concentration de chaque soluté. Par exemple, les concentrations en ions sodium et potassium peuvent être déterminées par photométrie à la flamme, tandis que les concentrations en ions calcium et magnésium peuvent être déterminées par spectrophotométrie d'absorption atomique.

## Applications

### Reconstruire le climat
La charge dissoute peut fournir des informations précieuses sur le taux de formation du sol et d'autres processus d'érosion chimique. En particulier, le bilan de masse entre la charge dissoute et la phase solide est utile pour déterminer la dynamique de surface. De plus, la charge dissoute peut être utilisée pour reconstruire le climat de la Terre dans le passé. En effet, l'altération chimique est le principal contributeur à la charge dissoute d'un cours d'eau. L'altération chimique des roches silicatées est le principal puits du dioxyde de carbone dans l'atmosphère, car le dioxyde de carbone atmosphérique est converti en roches carbonatées dans le cycle carbonate-silicate (en). Les concentrations de dioxyde de carbone sont la commande principale de l'effet de serre, qui détermine la température de la Terre.

### Dénudation
La dénudation est le processus d'usure des couches supérieures du paysage terrestre. Comme le taux de dénudation est normalement trop petit pour être mesuré directement, il peut être indirectement déterminé en mesurant la charge sédimentaire des cours d'eau qui drainent la zone en question. Cela est possible parce que tout matériau qui passe par un certain point d'un cours d'eau, est garanti provenir de quelque part dans le bassin de drainage du cours d'eau en amont de ce point. À mesure que le relief topographique augmente, la contribution de la charge dissoute à la charge totale du cours d'eau diminue en raison du fait que sur les surfaces plus escarpées, la pluie est moins susceptible d'infiltrer les roches, ce qui entraîne moins d'altération chimique, ce qui diminue la charge dissoute.

### Exportation de sel
Le processus de transport des sels par l'eau vers la mer ou un lac fermé à partir d'un bassin fluvial est appelé exportation de sel. Lorsqu'il n'y a pas d'exportation adéquate de sel, la zone du bassin hydrographique se transforme progressivement en sols salins et/ou en sol à alcalis (en) , en particulier dans les cours inférieurs.

## Charges dissoutes de certaines grandes rivières
| Rivière            | Bassin versant, 10 6 km 2 | Décharge, 10 9 m 3 / an | Total des solides dissous (TDS), 10 6 tonnes / an |
| ------------------ | ------------------------- | ----------------------- | ------------------------------------------------- |
| Xijiang            | 0,35                      | 30                      | 10.14                                             |
| Changjiang         | 1,95                      | 1063                    | 226                                               |
| Huanghe            | 0,745                     | 48                      | 84                                                |
| Gange-Brahmapoutre | 1,48                      | 1071                    | 129,5                                             |
| Lena               | 2,44                      | 532                     | 50,6                                              |
| Amazone            | 4,69                      | 6930                    | 324,6                                             |
| Orinoco            | 1,00                      | 1100                    | 51,3                                              |
| Krishna            | 0,251                     | 30                      | 10,4                                              |
| Godavari           | 0,31                      | 92                      | 17                                                |
| Kaveri             | 0,09                      | 21                      | 3,5                                               |
| Gange              | 0,75                      | 493                     | 84                                                |
| Total mondial      | 101                       | 37400                   | 3843,0                                            |